# Лутаго (Болцано)
Лутаго је насеље у Италији у округу Болцано, региону Трентино-Јужни Тирол.
Према процени из 2011. у насељу cy живелa 822 становника. Насеље се налази на надморској висини од 967 м.